# Alkonost

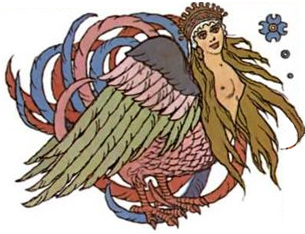
Ivan Bilibin: Alkonost

Alkonost (en rus: Алконост) és, segons el folklore rus, una criatura mítica amb cos d'ocell i el cap i braços d'una bella donzella. Emet sons d'una bellesa extraordinària i aquells que els senten obliden tot el que saben i no desitgen mai res més. Sovint va acompanyat de Sirin, una altra au del paradís.
Alkonost pon els seus ous a la platja per després fer-los rodar fins al mar. Quan els ous es trenquen una tempesta es congria i fa el mar intransitable.

## Imatges

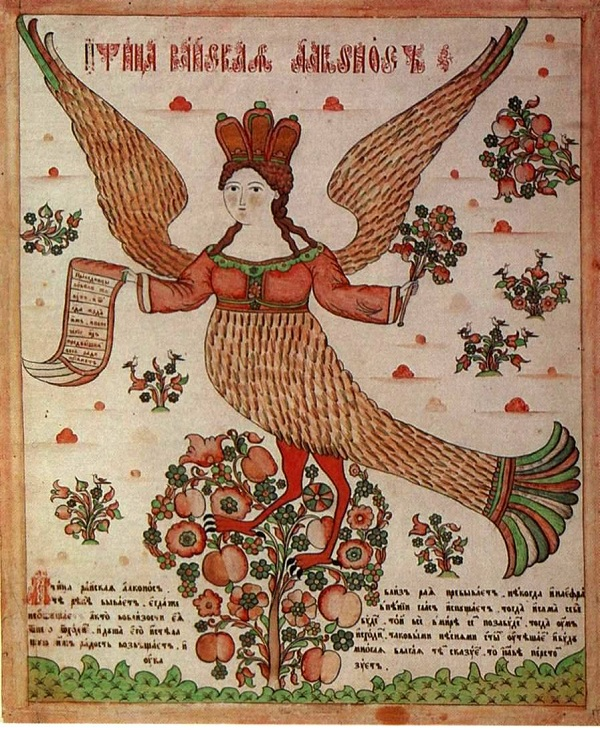
Il·lustració de Lubok
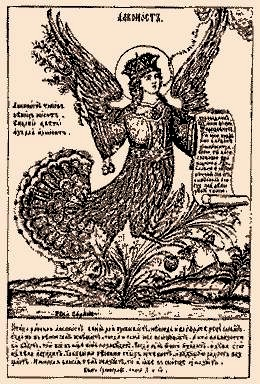
Postal, 1908
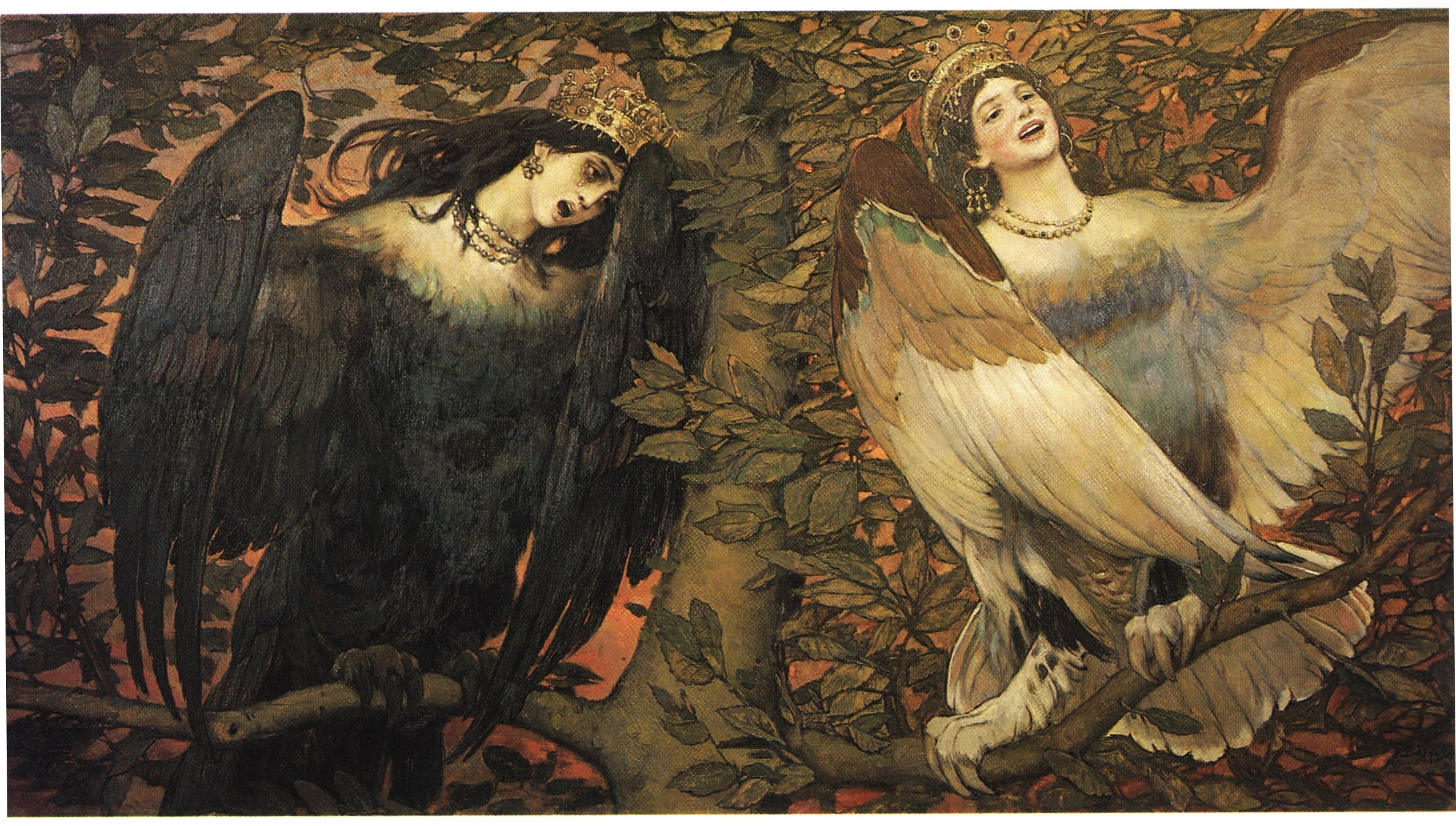
Il·lustracions de Viktor Vasnetsov: Sirin (esquerra) and Alkonost (dreta) Ocells de la Joia i la Pena (1896)